# Lisikierz
Lisikierz – wieś w Polsce położona w województwie lubelskim, w powiecie łukowskim, w gminie Wola Mysłowska.
| SIMC    | Nazwa    | Rodzaj    |
| ------- | -------- | --------- |
| 0695901 | Budziska | część wsi |

Wieś szlachecka położona była w drugiej połowie XVI wieku w ziemi łukowskiej województwa lubelskiego. W latach 1975–1998 miejscowość administracyjnie należała do województwa siedleckiego.
Wieś stanowi sołectwo w gminie Wola Mysłowska. Według Narodowego Spisu Powszechnego z roku 2011 wieś liczyła 117 mieszkańców.
Urodził się tu Roman Tadeusz Góral – polski lekarz i polityk, poseł na Sejm PRL VII i VIII kadencji, profesor doktor nauk medycznych, żołnierz Armii Krajowej, doktor honoris causa wielu uczelni (m.in. w Halle i w Wilnie).
Wierni Kościoła rzymskokatolickiego należą do parafii Niepokalanego Serca Najświętszej Maryi Panny w Wilczyskach.